# Stolpersteine in der Provinz Barcelona

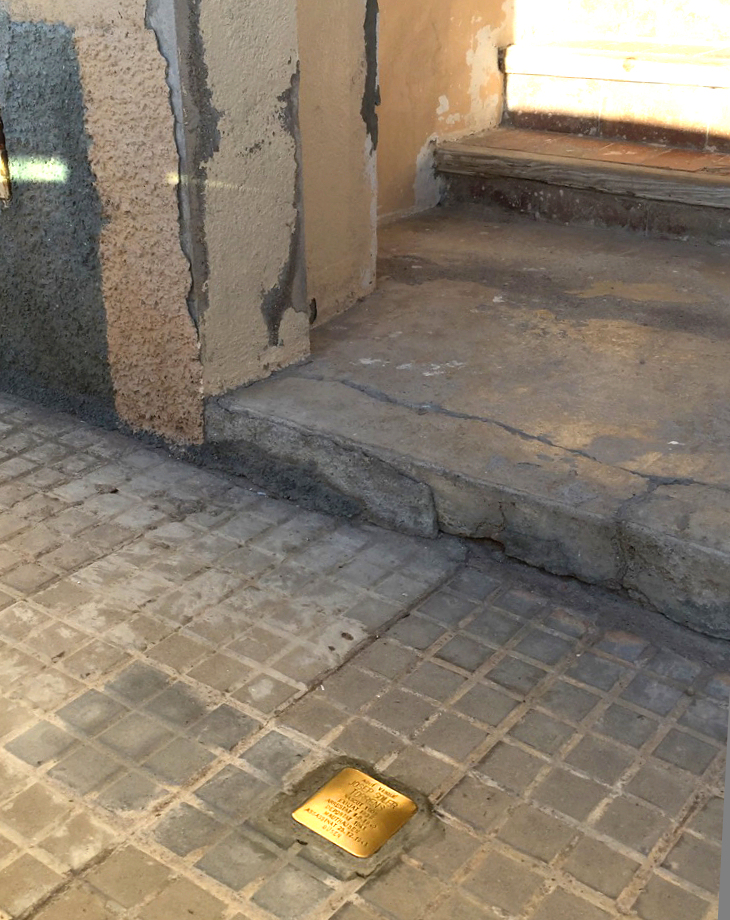
Der einzige Stolperstein in der katalanischen Gemeinde El Palà de Torroella

Die Stolpersteine in der Provinz Barcelona enthält die Stolpersteine in der Provinz Barcelona in Spanien, die vom deutschen Künstler Gunter Demnig verlegt wurden. Stolpersteine erinnern an das Schicksal der Menschen, die von den Nationalsozialisten ermordet, deportiert, vertrieben oder in den Suizid getrieben wurden. Sie liegen im Regelfall vor dem letzten selbstgewählten Wohnsitz des Opfers, in Castellar del Vallès, Gironella, Igualada, Navàs und Olesa de Montserrat jedoch gesammelt an einem zentralen Platz der Stadt.
Die ersten Verlegungen in Spanien erfolgten am 9. April 2015, mittags in Navàs, am späten Nachmittag in El Palà de Torroella. Die katalanische Übersetzung des Begriffes Stolpersteine lautet: pedres que fan ensopegar. Auf Spanisch werden sie piedras de la memoria (Erinnerungssteine) genannt. Bis Ende 2024 wurden in der Provinz Barcelona mindestens 328 Stolpersteine verlegt.

## Schicksal der spanischen Republikaner
Während des Deutschen Besetzung Frankreichs wurden große Gruppen von spanischen Republikanern, die nach dem Sieg Francos nach Frankreich geflüchtet waren, vom NS-Regime in Haft genommen und entweder dem Vichy-Regime übergeben oder in das KZ Mauthausen deportiert. Rund 7000 Spanier waren dort inhaftiert und zur Zwangsarbeit verurteilt, mehr als die Hälfte von ihnen wurde vom NS-Regime ermordet. Den überlebenden spanischen KZ-Häftlingen entzog das Franco-Regime die Staatsangehörigkeit und machte sie somit staatenlos. Mehrere Jahrzehnte lang wurde ihnen jede Form der Anerkennung als Opfer und jede Wiedergutmachung verweigert.

## Verlegte Stolpersteine

### Comarca Comarca Alt Penedès
In  Alt Penedès wurden insgesamt siebzehn Stolpersteine verlegt:
- Sant Sadurní d’Anoia (7)
- Torrelles de Foix (1)
- Vilafranca del Penedès (9)

### Comarca Anoia
In Anoia wurden insgesamt elf Stolpersteine verlegt:
- Igualada (10)
- Vallbona d’Anoia (1)

### Comarca Bages
In Bages wurden insgesamt 58 Stolpersteine verlegt:
- Avinyó (2)
- Cardona (3)
- Manresa (28)
- Navàs (5)
- El Palà de Torroella (1)
- El Pont de Vilomara i Rocafort (1)
- Sant Fruitós de Bages (2)
- Sant Salvador de Guardiola (1)
- Sant Vicenç de Castellet (1)
- Súria (14)

### Comarca Baix Llobregat
In Baix Llobregat wurden insgesamt sechzehn Stolpersteine verlegt:
- Esparreguera (6)
- Olesa de Montserrat (10)

### Comarca Barcelonès
In Barcelonés wurden insgesamt 26 Stolpersteine verlegt:
- Barcelona (12)
- L’Hospitalet de Llobregat (11)
- Sant Adrià de Besòs (3)

### Comarca Berguedà
In Berguedà wurden insgesamt sechzehn Stolpersteine verlegt:
- Gironella (7)
- Puig-reig (9)

### Comarca Garraf
In der Comarca Garraf wurden insgesamt 19 Stolpersteine verlegt:
- Cubelles (2)
- Vilanova i la Geltrú (17)

### Comarca Maresme
In Maresme wurden insgesamt fünfzehn Stolpersteine verlegt:
- Mataró (15)

### Comarca Osona
In der Comarca Osona wurden insgesamt dreizehn Stolpersteine verlegt:
- Prats de Lluçanès (3)
- Vic (10)

### Comarca Vallès Occidental
In der Comarca Vallès Occidental wurden insgesamt 110 Stolpersteine verlegt.
- Castellar del Vallès (5)
- Ripollet (4)
- Rubí (11)
- Sabadell (61)
- Sant Cugat del Vallès (6)
- Santa Perpètua de Mogoda (1)
- Terrassa (22)

### Comarca Vallès Oriental
In Vallès Oriental wurden insgesamt 27 Stolpersteine verlegt:
- Caldes de Montbui (12)
- Granollers (7)
- Mollet del Vallès (5)
- Montornès del Vallès (3)